# Iceman
Iceman（アイスマン）は、浅倉大介、伊藤賢一、黒田倫弘による3人組音楽ユニット。1996年にデビュー、2000年に活動を休止した。

## メンバー
- 浅倉大介
  - シンセサイザー、プログラミング、シンセオペレーション、ミックス
  - コーラス、ボーカル
  - 作曲、編曲、プロデュース
- 伊藤賢一
  - ギター
  - ボーカル、コーラス
  - 作詞、作曲
- 黒田倫弘
  - リードボーカル
  - 作詞

## 来歴
1996年
- 4月頃、「OPEN STANCE OPEN MIND」「浅倉を中心にした3人ならではの、バランスによる変幻自在な活動の場」として結成。ユニット名はコードネームを意識した造語であり、ハッカーの別称である「Ice Breaker」も語源の一つである[1]。
- 6月5日、明治記念館にて結成記者会見を行う。
- 7月15日、ライブイベント「15JAM」（東京国際展示場）に出演。
- 7月29日、1stシングル『DARK HALF〜TOUCH YOUR DARKNESS』をリリース（オリコン最高位5位）。
- 10月22日～11月13日、ライブツアー「Iceman PROTO STAGE」（5都市6公演）を行う。
- 11月18日、2ndシングル『BREATHLESS NIGHT SLIDER』をリリース（オリコン最高位23位）。

1997年
- 2月11日、ライブイベント「Valentine Presents Super Live」（名古屋市総合体育館）に出演。
- 3月1日、3rdシングル『Edge of the season』をリリース（オリコン最高位34位）。
- 3月26日、1stアルバム『POWER SCALE』をリリース（オリコン最高位16位）。
- 5月13日～6月20日、ライブツアー「Iceman Tour 1997 POWER SCALE」（14都市17公演）を行う。
- 8月21日、4thシングル『FINAL PRAYER』をリリース（オリコン最高位22位）。
- 11月17日～25日、ライブツアー「Iceman Club Cruising Winter Party」（5都市7公演）を行う。
- 11月21日、5thシングル『8番目の罪』をリリース（オリコン最高位26位）。
- 12月31日、ライブ「Iceman Club Cruising Winter Party Final Count Down」（東京ベイNKホール）を行う。

1998年
- 3月14日、ライブイベント「OBCブンブンリクエストスプリングサミット」（大阪厚生年金会館）に出演。
- 3月21日、6thシングル『LOST COMPLEX』をリリース（オリコン最高位25位）。
- 4月4日・5日、ライブ「Iceman spring move-up 01 to 05」（赤坂BLITZ）を行う。
- 4月6日、ライブイベント「JAY-LAND SHUFFLE LIVE」（大阪城ホール）に出演。
- 5月21日、2ndアルバム『Digiryzm Mutation』をリリース（オリコン最高位11位）。
- 6月15日～8月31日、ライブツアー「Iceman Tour 1998 ACT! MUTATION」（10都市11公演）を行う。
- 8月9日、ライブイベント「APPI SUPER SOUND 98」（安比高原スキー場）に出演。

1999年
- 2月14日、ライブイベント「DA's Special Valentine Party」（横浜アリーナ）に出演。
- 4月29日、1stビデオシングル『CRAZY JET』をリリース。
- 5月2日～8日、ライブツアー「Iceman ACT STAGE GATE1」（2都市4公演）を行う。
- 6月6日、3rdアルバム『GATE II』をリリース（オリコン最高位18位）。
- 6月7日、ライブ「Iceman CLUB EVENT type RED」（ヴェルファーレ）を行う。
- 7月7日、4thアルバム『GATE I』をリリース（オリコン最高位27位）。ライブ「Iceman CLUB EVENT type BLACK」（ヴェルファーレ）を行う。
- 7月24日～8月20日、ライブツアー「Iceman ACT STAGE GATE2」（10都市14公演）を行う。
- 8月29日、ライブイベント「DA's Party Special Summer Festival」（東京ベイNKホール）に出演。
- 11月11日、1stリミックスアルバム『gate out』をリリース（オリコン最高位23位）。
- 12月31日、5thアルバム『GATE//white』をリリース（オリコン最高位34位）。ライブイベント「DA's Party Grand Finale 1999」（国立代々木競技場第1体育館）「DA's Party Let's Count Down 99-00」（国立代々木競技場第1体育館）に出演。

2000年
- 1月1日、ライブイベント「DA's Party Happy New Year Welcome 2000」（国立代々木競技場第1体育館）に出演。
- 3月、ファンクラブ会報にて活動休止を発表。

2016年
- 9月2日、ライブイベント「Electronic Digital Kingdom 〜DA's Party 2016〜」（豊洲PIT）に出演。シークレット扱いでの出演で、「XXXXXX」という名前で告知されていた。このイベント出演は単発的なもので、活動再開などの宣言はされていない。

## ディスコグラフィ
レコード会社は以下の表記とする。
- （E）…エピックレコード
- （A）…アンティノスレコード

### シングル
|     | 発売日         | タイトル                       | 楽曲制作                                     | 最高位 | 備考  | 収録アルバム      |
| --- | -------------- | ------------------------------ | -------------------------------------------- | ------ | ----- | ----------------- |
| 1st | 1996年7月29日  | DARK HALF〜TOUCH YOUR DARKNESS | 作詞：井上秋緒 作曲：浅倉大介 編曲：浅倉大介 | 5位    | （E） | POWER SCALE       |
| 2nd | 1996年11月18日 | BREATHLESS NIGHT SLIDER        | 作詞：井上秋緒 作曲：浅倉大介 編曲：浅倉大介 | 23位   | （E） | POWER SCALE       |
| 3rd | 1997年3月1日   | Edge of the season             | 作詞：井上秋緒 作曲：浅倉大介 編曲：浅倉大介 | 34位   | （E） | POWER SCALE       |
| 4th | 1997年8月21日  | FINAL PRAYER                   | 作詞：井上秋緒 作曲：浅倉大介 編曲：浅倉大介 | 22位   | （E） | Digiryzm Mutation |
| 5th | 1997年11月21日 | 8番目の罪                      | 作詞：Iceman 作曲：浅倉大介 編曲：浅倉大介   | 26位   | （E） | Digiryzm Mutation |
| 6th | 1998年3月21日  | LOST COMPLEX                   | 作詞：Iceman 作曲：浅倉大介 編曲：浅倉大介   | 25位   | （E） | Digiryzm Mutation |

### ビデオシングル
|     | 発売日        | タイトル  | 楽曲制作                                     | 備考  | 収録アルバム |
| --- | ------------- | --------- | -------------------------------------------- | ----- | ------------ |
| 1st | 1999年4月29日 | CRAZY JET | 作詞：伊藤賢一 作曲：浅倉大介 編曲：浅倉大介 | （A） | GATE//white  |

### アルバム
|     | 発売日         | タイトル          | 最高位 | 備考  |
| --- | -------------- | ----------------- | ------ | ----- |
| 1st | 1997年3月26日  | POWER SCALE       | 16位   | （E） |
| 2nd | 1998年5月21日  | Digiryzm Mutation | 11位   | （E） |
| 3rd | 1999年6月6日   | GATE II           | 18位   | （A） |
| 4th | 1999年7月7日   | GATE I            | 27位   | （A） |
| 5th | 1999年12月31日 | GATE//white       | 34位   | （A） |

### リミックスアルバム
|     | 発売日         | タイトル | 最高位 | 備考  |
| --- | -------------- | -------- | ------ | ----- |
| 1st | 1999年11月11日 | gate out | 23位   | （A） |

### 映像作品

#### VHS
- 0:00-H"ICEMAN"（1996年11月21日）
- V-SCALE（1997年5月1日）
- LIVE SCALE 1997（1997年10月22日）
- V-MUTATION（1998年5月21日）
- Live mutation 1998（1998年11月21日）
- GATE V（1999年9月21日）
- Live Gate 1999 〜Type Around at yoyogi-daini〜（2000年1月21日）

#### DVD
- LIVE SCALE 1997 Hyper Digital（1998年3月21日）
- Iceman Clips 1996〜1998 [0:00-H “ICEMAN”〜V-SCALE1〜V-MUTATION]（2005年3月9日）
- LIVE SCALE 1997（2005年3月9日）
- Live mutation 1998（2005年3月9日）
- ICEMAN COMPLETE DVD BOX（2016年12月21日）

### ゲーム

#### PlayStation
- Iceman Digital Play Stage（1998年3月26日）

### 書籍
- Iceman Archives ver. 1.0（1996年9月25日）
- Cutting Power（1997年3月27日）
- Iceman Archives ver. 2.0（1998年6月6日）
- Iceman undergate（2000年4月1日）

## タイアップ一覧
| 使用年 | 曲名                           | タイアップ                                                    |
| ------ | ------------------------------ | ------------------------------------------------------------- |
| 1996年 | DARK HALF〜TOUCH YOUR DARKNESS | テレビ朝日系月曜ドラマ・イン『闇のパープル・アイ』主題歌      |
| 1997年 | FINAL PRAYER                   | 日本テレビ系『独占!!スポーツ情報』イメージソング              |
| 1999年 | Shining Collection             | OVA『グラビテーション』挿入歌                                 |
| 2000年 | Deep Wild -confidential mix-   | NACK5『NEO AGE CIRCUIT』オープニングテーマ（2000年 - 2021年） |
| 2000年 | GATE II -skeleton mix-         | NACK5『NEO AGE CIRCUIT』エンディングテーマ（2000年 - 2021年） |
| 2000年 | dope light                     | テレビ大阪・びわ湖放送ほか『吉本超合金F』オープニングテーマ   |

## レギュラー出演番組
- VOICE CUBE（FM仙台：1997年10月～1998年9月）黒田、伊藤のみ
- Iceman堂（ニッポン放送：1997年10月～1998年3月）
- Iceman RADIO GATE（FM愛知：1999年4月～12月）黒田のみ